# محمد نسيب الرفاعي
محمد نسيب بن عبد الرزاق بن محيي الدين الرفاعي الحلبي (1332- 1413 هـ / 1912- 1992م) داعية، مجاهد، ولد في مدينة حلب في سوريا وأسس الدعوة السلفية فيها.  قضى شطراً من حياته بين لبنان والأردن.

## حياته
ولد في أسرة تصدرت مشيخة الطريقة (الرفاعية)، ونشأ نشأة دينية صوفية. تلقى تعليمه على يد كبار علماء مدينة حلب ودمشق، وكان شغوفاً بالمطالعة ومتابعة ما يدور في عصره من أحداث، وما يستجد فيه من العلوم والآداب ، ثم انضم إلى صفوف إخوانه في الكتلة الوطنية، وكان أصغر أعضائها سناً، فقاوم الاحتلال الفرنسي مقاومة عنيفة، أدت إلى اعتقاله من قبل سلطات الاحتلال، ووضع في سجن (قلعة راشيا) في البقاع الغربي، وفي معتقل (الميه وميه) جنوبي صيدا.تعرف في السجن على الشيخ مصطفى السباعي، والأديب عمر أبي النصر، فأعجب بأفكارهم، وتأثر بهم. 
ولما أفرج عنه، وعاد إلى موطنه، عزف عن التصوف، وترك الطريقة (الرفاعية)، وأسس (جمعية الدعوة السلفية إلى الصراط المستقيم) فأصبح أول مؤسس لدار التوحيد في بلاد الشام، وأول دعاة الحركة السلفية في مدينة حلب.
آمن بأفكار هذه الحركة، واتخذها منهاجاً، ورأى فيها الحق والصواب، فتمسك بها، وثبت عليها أمام مناوئيه، وألف فيها الكتب والرسائل لينافح عنها بكل ما استطاع الوصول إليه من الحجج والبراهين.وقد أثارت دعوته هذه في تلك الحقبة الكثير من الجدل والخلاف، وتبعه جماعات كثيرة، تمسكوا بمبادئه، وراحوا ينشرونها في صفوف العامة.
في عام 1972م، غادر إلى لبنان، وأخذ يدعو إلى مذهبه هناك، وينشر الكتب والرسائل التي تؤيد ما ذهب إليه، ثم غادر لبنان ليقيم في الأردن إلى أن وافته المنية.

## أعماله
ترك الشيخ عدداً من الكتب والرسائل أهمها:
1- تيسير العلي القدير تحقيق تفسير ابن كثير، يقع في أربع مجلدات.
2- التفسير الواضح على منهج السلف الصالح، في مجلدين.
3- التوصل على حقيقة التوسل.
4- نقد قصيدة البردة لما فيها من البدع والكفر والردة. مخطوط
5- الباقيات الصالحات في شرح الأسماء والصفات. مخطوط
6- بدعة تحديد النسل. مخطوط
7- رواية لن تعودي يا فرنسا. مطبوعة
8- ديوان شعر. مطبوع
9- مجموعة رسائل في مواضيع معاصرة كثر الكلام فيها، عبر فيها عن منهجه السلفي من هذه المواضيع.
10- مذهب السلف الصالح في آيات الصفات.
11- بدعة القول (الله في كل مكان).
12- قل جاء الحق (محمد أفضل الخلق لا أول الخلق).
13- العمل المؤمل المقبول في رد أكذوبة تقبيل الرفاعي ليد الرسول.
14- الخلافات بين المجتهدين وموقف المسلم منها.
15- السفور والتبرج وأثرهما في البيت المسلم.
16- النصوص الشرعية الثابتة في حكم قضاء الصلوات الفائتة.
17- وصية شرعيه.

## وفاته
توفي في العاصمة الأردنية عمَّان في 14 جُمادى الآخرة 1413هـ الموافق 8 ديسمبر (كانون الأول) 1992م.